# Gutków (województwo łódzkie)
Gutków – wieś w Polsce położona w województwie łódzkim, w powiecie tomaszowskim, w gminie Będków.
| SIMC    | Nazwa  | Rodzaj    |
| ------- | ------ | --------- |
| 1041343 | Adamów | część wsi |

W latach 1975–1998 miejscowość administracyjnie należała do województwa piotrkowskiego.